# Haliplus kapuri
Haliplus kapuri is een keversoort uit de familie watertreders (Haliplidae). De wetenschappelijke naam van de soort is voor het eerst geldig gepubliceerd in 1975 door Vazirani.